# سنخار
سنخار هي موقع أثري يقع في سوريا بالقرب من بازيهر والتي أساس تسميتها أبازهر وقيل أيضا أبا زهير ومن أهم معالمها: البيت المقوس والمغاير وبرج الحمام وهي لا تختلف عن باقي المدن الأثرية في المنطقة إلا أنها مؤهولة بالسكان حتى يومنا هذا وها ما يجعلها من عجائب الدهر حيث أن قاطنيها يسكنون البيوت الأثرية ولا توجد لديهم أي مقومات الحياة الحديثة فما زالوا مثل الإنسان القديم لا يتعاملون بالمال إنما بالتبادل السلعي .